# Vittorio Erspamer
Vittorio Erspamer là nhà khoa học người Italia. Năm 1935, ông phát hiện ra hợp chất serotonin (Hydroxytryptamine-5, 5-HT), một chất dẫn truyền thần kinh, có vai trò quan trọng trong việc quy định học tập, tâm trạng, giấc ngủ, kiểm soát mạch máu và liên quan đến sự lo âu, đau nửa đầu, nôn và chán ăn của con người.